# Kirenga
A Kirenga (oroszul: Киренга) folyó Oroszország ázsiai részén, az Irkutszki területen; a Léna jobb oldali mellékfolyója.

## Földrajz
Hossza: 746 km vagy 611 km; vízgyűjtő területe: 46 600 km², évi közepes vízhozama: 658 m³/sec (a torkolattól 18 km-re).
A Bajkál-hegység nyugati részén, kb. 1000 m magasságban ered, a tó közelében eredő két forrásága a Bal- és a Jobb-Kirenga. A Bajkál-mélyedésben folyik észak felé, főfolyójától vízválasztója a Léna–Angara-fennsíkon húzódik.
Főként hóolvadék és esővíz táplálja. November elejétől májusig befagy. Alsó szakasza 228 km-ig hajózható. A torkolatánál fekvő város: Kirenszk.

### Mellékfolyók
- Balról: Handa (242 km)
- Jobbról: Ulkan (224 km)